# Tournedos Rossini

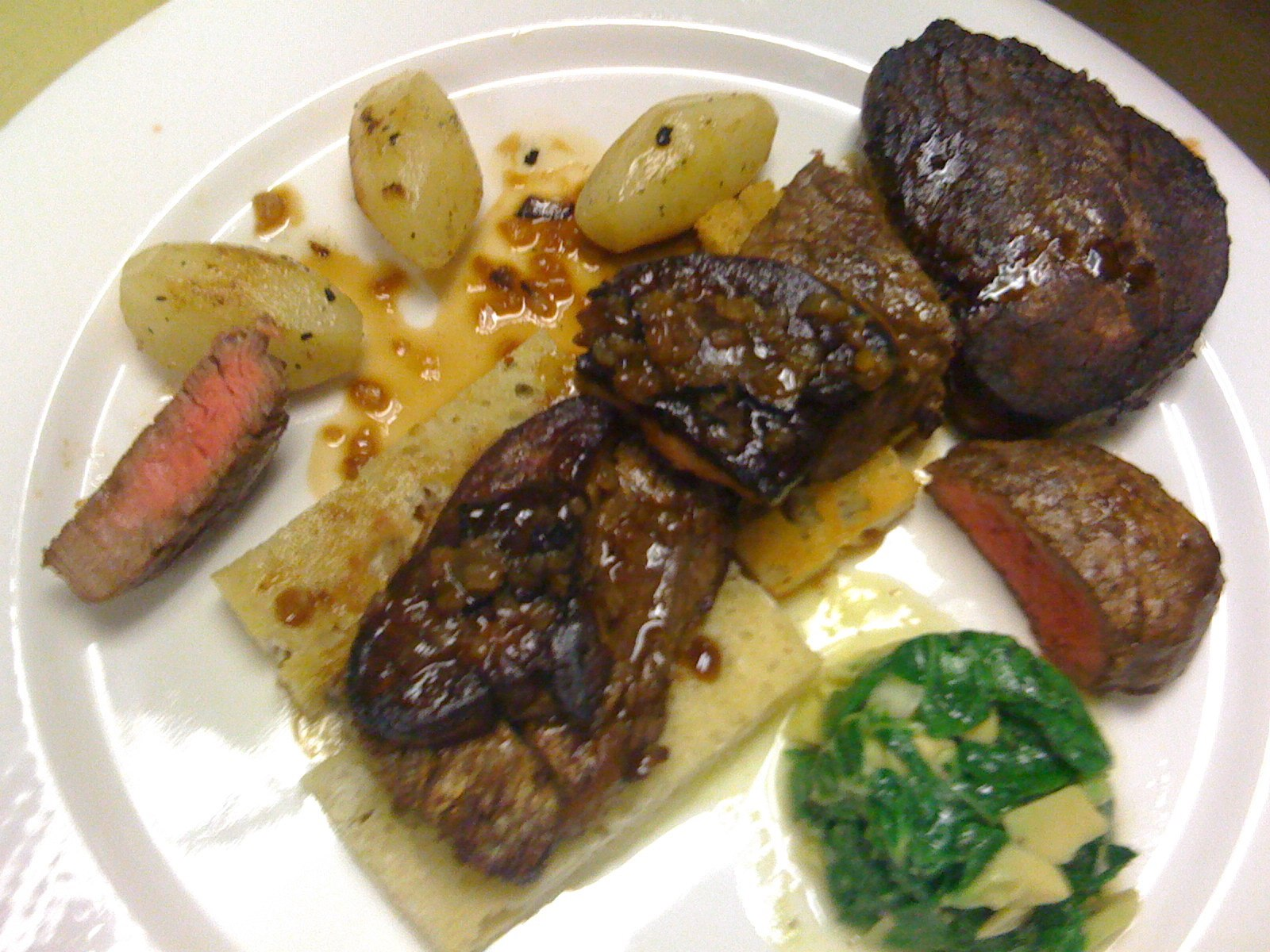
Tournedos Rossini

Tournedos Rossini is een recept voor haasbiefstuk op een in jus gedrenkte crouton, geserveerd met in boter gebakken ganzenlever, enkele plakken geschaafde truffel, besprenkeld met madeira (versterkte wijn) en vaak nog geserveerd met spinazie en aardappels op een eigen manier bereid.
Het gerecht is genoemd naar de componist Gioachino Rossini, die het recept aan de Franse topkok Auguste Escoffier van restaurant Café Anglais doorgegeven zou hebben. Het verhaal gaat dat het gerecht heimelijk aan Rossini werd opgediend om het niet aan de andere gasten te hoeven tonen. Dit vanwege de nogal ongebruikelijke bereiding. De naam tournedos zou hierop gebaseerd zijn, waarbij tourner le dos Frans is voor de rug toekeren.